# As Ruínas de Atenas

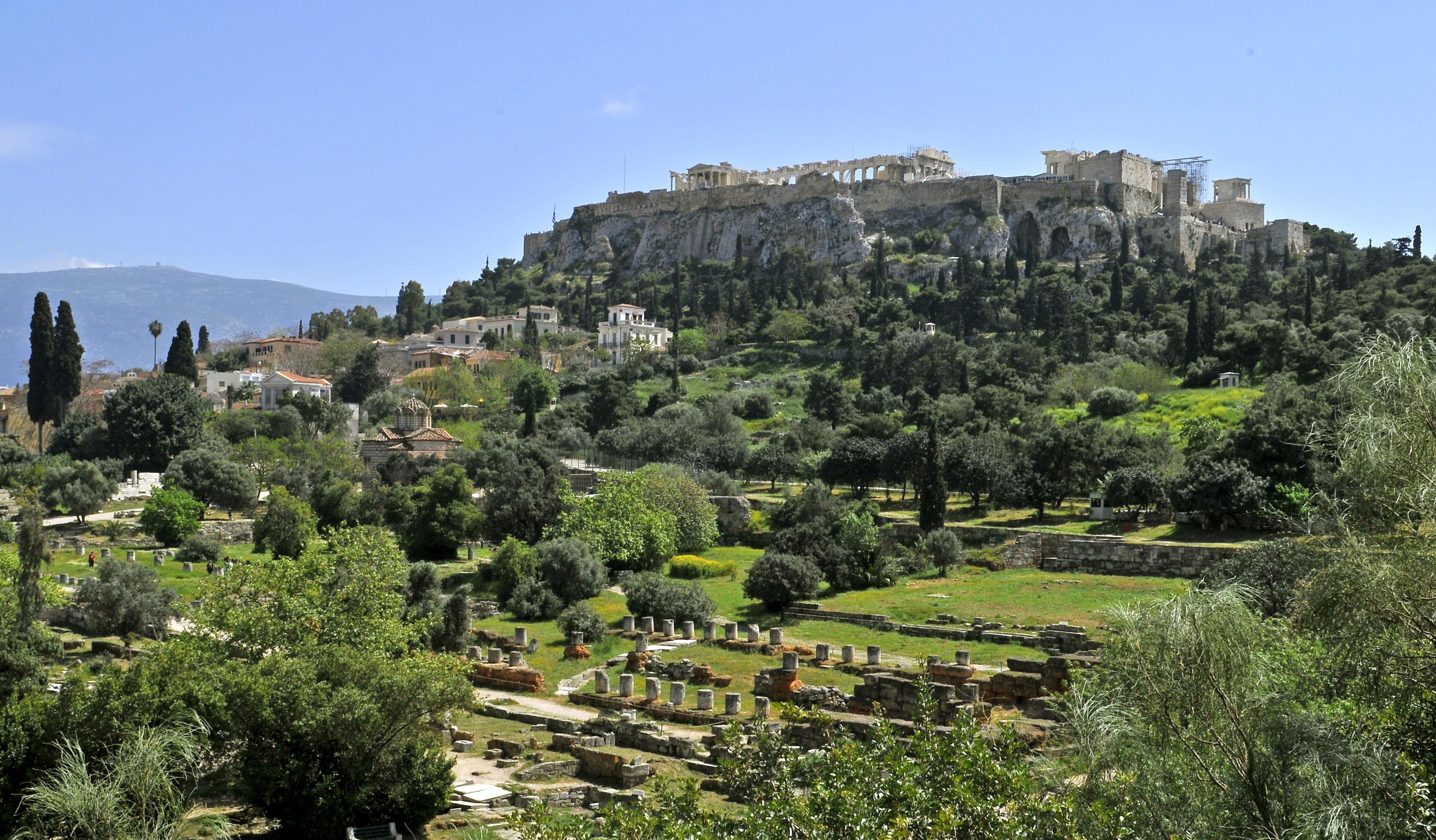
Agora ruins and north face of the Acropolis. Athens, Attica, Greece

As Ruínas de Atenas (original, em alemão: Die Ruinen von Athen) Opus 113, é um conjunto de peças incidentais escritas em 1811 por Ludwig van Beethoven. A música foi escrita para acompanhar a peça de mesmo nome por August von Kotzebue, para a dedicação de um novo teatro em Pest.
Talvez a parte mais conhecida da composição seja a "Marcia alla turca", o 4o movimento da peça. Na América Latina, este movimento ficou conhecido na versão de Jean-Jacques Perrey (que a intitulou "The Elephant Never Forgets") já que foi usada como tema de abertura da bem-sucedida comédia de TV mexicana El Chavo del Ocho. Por tê-la usado sem a devida autorização, a gigante mexicana de televisão Televisa foi forçada a pagar à Vanguard Records e ao Perrey pelo uso indevido da música por vários anos por Chespirito, sem pagamento de royalties a Perrey e Vanguard, nem permissão para seu uso. O caso foi encerrado em 2010.
A abertura e a marcha turca são frequentemente realizadas separadamente, e as outras peças deste conjunto não são ouvidas com frequência.

## Ação da peça
A deusa Atena, despertando de um sono de mil anos (nº 2), ouve um casal grego lamentando ocupação estrangeira (dueto, nº 3). Ela está profundamente angustiada com o estado arruinado de sua cidade, uma parte do Império Otomano (nºs 4 e 5). Liderada pelo arauto Hermes, Athena se une ao imperador Franz II na abertura do teatro em Pest, onde ajuda no triunfo das musas Thalia e Melpomene. Entre os dois bustos, Zeus ergue outro de Franz e Athena o coroa. O Festspiel [de] termina com um coro que promete renovar a antiga lealdade húngara.

## Movimentos
| Title original (em alemão)                            | Tempo e nota                                                  | Texto Original (em alemão) |  |
| ----------------------------------------------------- | ------------------------------------------------------------- | --- |  |
| Ouverture                                             | Andante con moto (G minor) – Allegro, ma non troppo (G major) | (instrumental) |  |
| 1. Chor                                               | Andante poco sostenuto (E♭ major)                             | Tochter des mächtigen Zeus! erwache! Sein Ruf ertönt! Geschwunden sind die Jahre der Rache! Er ist versöhnt! |  |
| 2. Duett                                              | Andante con moto – Poco piu mosso (G minor)                   | Ohne Verschulden Knechtschaft dulden, harte Noth! Alle Tage neue Plage um das bischen liebe Brot! Von den Zweigen winkt der Feigen süsse Frucht, Nicht dem Knechte der sie pflegte, Nur dem Herren, dem er flucht! Hingegeben wilden Horden, Tiefgebeugt in ihre Hand, ach! ach! ach! ach! Was ist aus dir geworden, Armes, armes Vaterland!                                                                                                |  |
| 3. Chor                                               | Allegro, ma non troppo (G major)                              | Du hast in deines Ärmels Falten Den Mond getragen, ihn gespalten. Kaaba! Mahomet! Du hast den strahlenden Borak bestiegen Zum siebenten Himmel aufzufliegen, Großer Prophet! Kaaba! |  |
| 4. Marcia alla turca                                  | Vivace (B♭ major)                                             | (instrumental) |  |
| 5. Harmonie auf dem Theater [Musick hinter der Scene] | Allegro assai ma non troppo (C major)                         | (instrumental) |  |
| 6. Marsch und Chor                                    | Assai moderato (E♭ major)                                     | Schmückt die Altäre!— Sie sind geschmückt. Streuet Weihrauch!— Er ist gestreut. Pflücket Rosen!— Sie sind gepflückt. Harret der Kommenden!— Wir harren der Kommenden. Seid bereit!— Wir sind bereit. |  |
| Recitativ mit Begleitung [Recitativo]                 | Vivace (G major)                                              | Mit reger Freude, die nie erkaltet, empfangt das holde Schwesterpaar, Denn wo mit hohem Ernst die Muse sittlich waltet, Da opfert auch der Weise gern auf ihrem Altar. Was, mit dem Schicksal kämpfend, Grosse Seelen litten, Das hat Melpomene uns warnend aufgestellt, Indess Thalia, wachend über die Sitten, Zu ernsten Lehren muntern Spott gesellt. Wohlthätig wirkt der Musen geistig Spiel, Der Sterblichen Veredlung ist ihr Ziel. |  |
| 7. Chor                                               | Allegretto ma non troppo (G major)                            | Wir tragen empfängliche Herzen im Busen, Wir geben uns willig der Täuschung hin! Drum weilet gern, ihr holden Musen, Bei einem Volke mit offenem Sinn. |  |
| Arie und Chor                                         | Adagio – Allegro con brio (C major)                           | Will unser Genius noch einen Wunsch gewähren, Durch eines Volkes fromme Bitten bewegt, O so erhebe zwischen diesen Altären Sich noch ein dritter, der sein Bildnis trägt! Er steh’ in seiner Kinder Mitte, Erblicke sich geliebt, geehrt! Er ist’s! Wir sind erhört. O Vater Zeus! Gewährt ist uns’re Bitte! |  |
| 8. Chor                                               | Allegro con fuoco (A major)                                   | Heil unserm König! Heil! Vernimm uns Gott! Dankend schwören wir auf’s Neue Alte ungarische Treue bis in den Tod! |  |

## Arranjos
Em 1846, Franz Liszt compôs um Capriccio alla turca sur des motifs de Beethoven (Caprice no estilo turco sobre motivos de Beethoven), S.388, baseado em temas de As Ruínas de Atenas, principalmente a Marcha Turca. Em 1852, ele também compôs um Fantasie über Motiven aus Beethovens Ruinen von Athen (Fantasia sobre temas de 'Ruins of Athens' de Beethoven), para piano e orquestra (S.122), e também fez versões para solo de piano (S.389) e dois pianos (S.649).